# موره (راشکا)
موره (به صربی: Mure) یک منطقهٔ مسکونی در صربستان است که در Raška واقع شده‌است. موره ۱۴۸ نفر جمعیت دارد.